# Un bene grande così/Mamma babbo surf
Un bene grande così/Mamma babbo surf è un singolo della cantante italiana Anna Identici pubblicato nel 1965 dalla casa discografica Ariston Records.

## Descrizione
Un bene grande così è stato uno dei primi successi della cantante con il quale ha vinto il Festival di Zurigo 1965.
Con lo stesso brano nel 1966 ha partecipato alla trasmissione televisiva Scala Reale.
Il brano è incluso nel primo album pubblicato dalla cantante nel 1966 intitolato semplicemente Anna Identici.

## Cover
Hanno inciso il brano Un bene grande così il complesso I Sanremini.

## Tracce
1. Un bene grande così (Di Gianni Guarnieri e Giorgio Calabrese)
2. Mamma babbo surf (Di Bruno Martino e Franco Califano)